# Country-Musik 2012
Die Liste bietet eine Übersicht über das Jahr 2012 im Genre Country-Musik.

## Top Hits des Jahres

### Year-End-Charts
Dies ist die Top 10 der Year-End-Charts, die vom Billboard-Magazin erhoben wurde.
- Time Is Love – Josh Turner
- You Don’t Know Her Like I Do – Brantley Gilbert
- Why Ya Wanna – Jana Kramer
- Cowboys and Angels – Dustin Lynch
- (Kissed You) Good Night – Gloriana
- Better Than I Used To Be – Tim McGraw
- Even If It Breaks Your Heart – Eli Young Band
- Lovin’ You Is Fun – Easton Corbin
- Springsteen – Eric Church
- Drunk on You – Luke Bryan

### Nummer-1-Hits
Die folgende Liste umfasst die Nummer-eins-Hits der Billboard Hot Country Songs des US-amerikanischen Musikmagazines Billboard chronologisch nach Wochenplatzierung.
- seit 24. Dezember 2011 – Keep Me in Mine – Zac Brown Band
- 21. Januar – Let It Rain – David Nail feat. Sarah Buxton
- 28. Januar – Drink in My Hand – Eric Church
- 04. Februar – I Don’t Want This Night to End – Luke Bryan
- 11. Februar – You – Chris Young
- 18. Februar – All Your Life – The Band Perry
- 03. März – You Gonna Fly – Keith Urban
- 17. März – Reality – Kenny Chesney
- 24. März – Home – Dierks Bentley
- 31. März – Ours – Taylor Swift
- 07. April – Alone with You – Jake Owen
- 21. April – A Woman Like You – Lee Brice
- 28. April – Drink on It – Blake Shelton
- 12. Mai – Banjo – Rascal Flatts
- 19. Mai – Over You – Miranda Lambert
- 26. Mai – Fly Over States – Jason Aldean
- 02. Juni – Somethin’ ’bout a Truck – Kip Moore
- 16. Juni – Good Girl – Carrie Underwood
- 23. Juni – Springsteen – Eric Church
- 07. Juli – Drunk on You – Luke Bryan
- 21. Juli – You Don’t Know Her Like I Do – Brantley Gilbert
- 28. Juli – Even If It Breaks Your Heart – Eli Young Band
- 04. August – 5-1-5-0 – Dierks Bentley
- 11. August – Come Over – Kenny Chesney
- 25. August – Angel Eyes – Love and Theft
- 01. September – Over – Blake Shelton
- 15. September – Pontoon – Little Big Town
- 29. September – Wanted – Hunter Hayes
- 06. Oktober – Take a Little Ride – Jason Aldean
- 20. Oktober – We Are Never Ever Getting Back Together – Taylor Swift
- 22. Dezember – Cruise – Florida Georgia Line

## Alben

### Year-End-Charts
Dies ist die Top 10 der Year-End-Charts, die vom Billboard-Magazin erhoben wurde.
- Red – Taylor Swift
- Tailgates & Tanlines – Luke Bryan
- Tuskegee – Lionel Richie
- Own the Night – Lady Antebellum
- Blown Away – Carrie Underwood
- My Minda Party – Jason Aldean
- Chief – Eric Church
- Clar as Day – Scotty McCreery
- Night Train – Jason Aldean
- Incaged – Zac Brown Band

### Nummer-1-Alben
Die folgende Liste umfasst die Nummer-eins-Hits der Billboard Top Country Albums des US-amerikanischen Musikmagazines Billboard chronologisch nach Wochenplatzierung.
- seit 31. Dezember 2011 –  Own the Night – Lady Antebellum
- 04. Februar –  Clancy's Tavern – Toby Keith
- 11. Februar – Emotional Traffic – Tim McGraw
- 25. Februar – Home – Dierks Bentley
- 03. März – Own the Night – Lady Antebellum
- 31. März – Tailgates & Tanlines – Luke Bryan
- 14. April – Tuskegee – Lionel Richie
- 21. April – Changed – Rascal Flatts
- 19. Mai – Blown Away – Carrie Underwood
- 26. Juni – Thirty Miles West – Alan Jackson
- 30. Juni – Punching Bag – Josh Turner
- 07. Juli – Welcome to the Fishbowl – Kenny Chesney
- 28. Juli – Uncaged – Zac Brown Band
- 25. August – Declaration of Independence – Colt Ford
- 09. September – Dustin Lynch – Dustin Lynch
- 29. September – Tornado – Little Big Town
- 03. November – Night Train – Jason Aldean
- 10. November – Red – Taylor Swift

## Gestorben
- 28. März – Earl Scruggs
- 25. April – Mark McCoy (Micky & the Motorcars)
- 29. April – Kenny Roberts
- 06. Mai – George Lindsey
- 29. Mai – Doc Watson
- 03. Juli – Andy Griffith
- 16. Juli – Kitty Wells

## Neue Mitglieder der Hall of Fames

### Country Music Hall of Fame
- Garth Brooks
- Hargus Robbins
- Connie Smith[4]

### International Bluegrass Music Hall of Fame
- Doyle Lawson
- Ralph Rinzler[5]

### Nashville Songwriters Hall of Fame
- Mary Chapin Carpenter
- Tony Arata
- Kim Williams
- Larry Henley[6]

## Die wichtigsten Auszeichnungen

### Grammys
- Beste Country-Solodarbietung (Best Country Solo Performance) – Mean, Taylor Swift
- Beste Countrydarbietung eines Duos oder einer Gruppe (Best Country Duo/Group Performance) – Barton Hollow, The Civil Wars
- Bester Countrysong (Best Country Song) – Mean, Taylor Swift (Autorin: Taylor Swift)
- Bestes Countryalbum (Best Country Album) – Own the Night, Lady Antebellum
- Bestes Bluegrass Album (Best Bluegrass Album) – Paper Airplane – Alison Krauss & Union Station[7]

### ARIA Awards
- Best Country Album – Two Worlds Collide – The McClymonts[8]

### Billboard Music Awards
- Top Country Song – Dirt Road Anthem – Jason Aldean
- Top Country Artist – Lady Antebellum
- Top Country Album – My Kinda Party – Jason Aldean[9]

### Country Music Association Awards
- Entertainer of the Year – Blake Shelton
- Song of the Year – Over You, Miranda Lambert
- Single of the Year – Pontoon – Little Big Town
- Album of the Year – Chief – Eric Church
- Male Vocalist of the Year – Blake Shelton
- Female Vocalist of the Year – Miranda Lambert
- Vocal Duo of the Year – Thompson Square
- Vocal Group of the Year – Little Big Town
- Musician of the Year – Mac McAnally
- New Artist of the Year – Hunter Hayes
- Musical Event of the Year – Feel Like A Rock Star – Kenny Chesney (mit Tim McGraw)
- Music Video of the Year – Red Solo Cup – Toby Keith[10]

### Academy of Country Music Awards
- Entertainer of the Year – Taylor Swift
- Female Vocalist of the Year – Miranda Lambert
- Male Vocalist of the Year – Blake Shelton
- Vocal Duo of the Year – Thompson Square
- Vocal Group of the Year – Lady Antebellum
- New Top Artist – Scott McCreery
- Album of the Year – Four the Record von Miranda Lambert
- Single Record of the Year – Don’t You Wanna Stay von Jason Aldean & Kelly Clarkson
- Song of the Year – Crazy Girl von der Eli Young Band – Autoren: Liz Rose, Lee Brice
- Video of the Year – Red Solo Cup von Toby Keith
- Vocal Event of the Year – Don’t You Wanna Stay von Jason Aldean & Kelly Clarkson
- Songwriter of the Year – Dallas Davidson[11]

### American Music Awards
- Favorite Country Male Artist – Luke Bryan
- Favorite Country Female Artist – Taylor Swift
- Favorite Country Band/Duo/Group – Lady Antebellum
- Favorite Country Album – Blown Away – Carrie Underwood[12]